# Syntazy
Syntazy – grupa enzymów katalizujących wszelkie reakcje syntezy. 
Do roku 1984 termin ten ograniczony był do enzymów katalizujących reakcje bez udziału trójfosforanów nukleozydów (NTP), na przykład ATP (w odróżnieniu od syntetaz wymagających towarzyszącej hydrolizy NTP). W roku 1984 Międzynarodowa Unia Biochemii i Biologii Molekularnej zarekomendowała rozszerzenie znaczenia nazwy „syntazy” na wszystkie enzymy katalizujące syntezę oraz zmianę nazwy „syntetazy” na „ligazy” (dla uniknięcia mylącego podobieństwa nazw). 
Syntazy nie należą do systemu EC i nazwać tak można każdy enzym, dla podkreślenia jego roli w reakcji syntezy.

## Przykłady
- syntaza ATP (EC 3.6.3.14)
- syntaza ALA (EC 2.3.1.37)
- syntaza tymidylanowa (syntaza tymidylowa, EC 2.1.1.45)
- syntaza metioninowa (metylotransferaza homocysteinowa, MTR, EC 2.1.1.13)
- syntaza tlenku azotu (NOS, EC 1.14.13.39)